# Everything is Beautiful
"Everything is Beautiful" es una canción de la cantante australiana Kylie Minogue, perteneciente a su undécimo álbum Aphrodite. Fue escrita por Tim Rice-Oxley (miembro de la banda británica Keane) y Fraser T. Smith, y producida por Smith. Aunque que Stuart Price dijo que Aphrodite no contendría ninguna balada, esta canción se acerca mucho al género mencionado, llegando a tener elementos de ella.

## Composición
La canción comienza con un coro de sopranos, acompañado de una melodiosa línea de piano. Durante los versos, Minogue canta con susurros hasta llegar a un anticipada voz vivaz, junto a un seco golpe rítmico de 2/2. En el coro musical, estas características se realzan. Cuando se llega al puente musical, se oye nuevamente al piano con un ambiente palpitante. La canción finaliza con un sonido ecoico del piano, mezclado con los primeros y efímeros segundos de "Aphrodite".

## Crítica
Ian Wade de BBC Music consideró a la canción como "la cosa más suave" en Aphrodite, junto a su preludio de cuartetos. Chris DeLine de Culture Bully indica que "'Everything is Beautiful'" tiene un ritmo relativamente lento que permite a Minogue ampliar su voz que, a este punto, ha sido subestimado".

## Créditos y personal
- Kylie Minogue - voz principal
- Tim Rice-Oxley - compositor, piano, teclado
- Fraser T. Smith - compositor, guitarra, productor, mezcla
- Beatriz Artola - ingeniería de audio (MyAudiotonic Productions)
- Publicado por Chrysalis Music Publishing/Universal Music Publishing

Fuente: